# Neanurinae
Pseudachorutinae zijn een onderfamilie van springstaarten uit de familie van de Neanuridae. De onderfamilie telt 777 soorten.

## Taxonomie
De volgende taxa zijn bij het geslacht ingedeeld (onvolledig)
- Tribus Incertae sedis
  - Geslacht Pseudoxenylla Christiansen & Pike, 2002
    - Pseudoxenylla fovealis (Christiansen & Pike, 2002)

  - Geslacht Echinanura Carpenter, 1935
    - Echinanura elegans Carpenter, 1935
    - Echinanura pacifica (Carpenter, 1934)

  - Geslacht Pseudadbiloba Massoud, 1963
    - Pseudadbiloba africana Massoud, 1963

  - Geslacht Pseudobiloba Stach, 1951
    - Pseudobiloba tenebrarum (Absolon, 1901)

  - Geslacht Caledonimeria Delamare Deboutteville, C & Massoud, 1962
    - Caledonimeria mirabilis Delamare Deboutteville, C & Massoud, 1962
- Tribus Lobellini Cassagnau, 1983[3]
  - Geslacht Paralobella Cassagnau & Deharveng, 1984[4]
    - Paralobella apsala (Yosii, 1976)
    - Paralobella breviseta Luo & Palacios-Vargas, 2016[5]
    - Paralobella erawan (Yosii, 1976)
    - Paralobella khaochongensis (Yosii, 1976)
    - Paralobella kinabaluensis (Yoshii, 1981)
    - Paralobella orousseti Cassagnau & Deharveng, 1984[4]
    - Paralobella palustris Jiang, Luan, Yin, 2012[6]
    - Paralobella paraperfusa (Gapud, 1968)
    - Paralobella penangensis (Yosii, 1976)
    - Paralobella perfusa (Denis, 1934)
    - Paralobella sabahna (Yosii, 1981)
    - Paralobella selangorica (Yosii, 1976)
    - Paralobella tianmuna Jiang, Wang & Xia 2018[7]

  - Geslacht Crossodonthina Yosii, 1954
    - Crossodonthina bidentata Luo & Chen, 2009[8]

  - Geslacht Lobellina Yosii, 1956
    - Lobellina fusa Jiang, J.-G., Wang, W-B. & Xia, H. 2018[7]
    - Lobellina montana Deharveng & Weiner, 1984[4]
    - Lobellina paraminuta Deharveng & Weiner, 1984[4]
    - Lobellina nanjingensis Ma & Chen, 2008[9]
    - Lobellina chosonica Deharveng & Weiner, 1984[4]
    - Lobellina proxima Deharveng & Weiner, 1984[4]
    - Lobellina minuta (Lee, 1980)
    - Lobellina ipohensis (Yosii, 1976)
    - Lobellina musangensis (Yosii, 1976)
    - Lobellina ionescui (Massoud & Gruia, 1974)
    - Lobellina perfusionides (Stach, 1965)
    - Lobellina kitazawai (Yosii, 1969)
    - Lobellina roseola (Yosii, 1954)

### Geslachten
- Adbiloba (6 soorten)
- Afrobella (9 soorten)
- Albanura (1 soort)
- Americanura (20 soorten)
- Australonura (16 soorten)
- Balkanura (3 soorten)
- Bilobella (13 soorten)
- Blasconura (10 soorten)
- Blasconurella (5 soorten)
- Caledonura (1 soort)
- Calvinura (2 soorten)
- Camerounura (1 soort)
- Cansilianura (1 soort)
- Cassagnaua (1 soort)
- Catalanura (3 soorten)
- Caucasanura (2 soorten)
- Chaetobella (9 soorten)
- Chirolavia (2 soorten)
- Christobella (1 soort)
- Coecoloba (8 soorten)
- Coreanura (1 soort)
- Crossodonthina (11 soorten)
- Cryptonura (5 soorten)
- Deuterobella (4 soorten)
- Deutonura (53 soorten)
- Digitanura (1 soort)
- Echinanura (2 soorten)
- Ectonura (14 soorten)
- Edoughnura (1 soort)
- Elgonura (1 soort)
- Endonura (37 soorten)
- Galanura (1 soort)
- Ghirkanura (1 soort)
- Gnatholonche (25 soorten)
- Graniloba (2 soorten)
- Hazaranura (1 soort)
- Hemilobella (5 soorten)
- Himalmeria (Himalmeria) (3 soorten)
- Himalmeria (Yetimeria) (17 soorten)
- Himalmeria (20 soorten)
- Hyperlobella (1 soort)
- Imparitubercula (1 soort)
- Inameria (2 soorten)
- Kalanura (4 soorten)
- Lathriopyga (11 soorten)
- Lobella (Lobella) (15 soorten)
- Lobella (Protolobella) (1 soort)
- Lobella (16 soorten)
- Lobellina (22 soorten)
- Metanura (7 soorten)
- Monobella (10 soorten)
- Morulodes (4 soorten)
- Nahuanura (5 soorten)
- Neanura (41 soorten)
- Neanurella (2 soorten)
- Nepalanura (1 soort)
- Nepalimeria (6 soorten)
- Nilgirella (5 soorten)
- Oregonanura (1 soort)
- Paleonura (52 soorten)
- Palmanura (14 soorten)
- Paralobella (3 soorten)
- Paramanura (2 soorten)
- Paranura (36 soorten)
- Parectonura (1 soort)
- Parvatinura (5 soorten)
- Penelopella (1 soort)
- Phradmon (6 soorten)
- Phylliomeria (4 soorten)
- Pronura (53 soorten)
- Propeanura (15 soorten)
- Protanura (14 soorten)
- Pseudadbiloba (1 soort)
- Pseudobiloba (1 soort)
- Pseudoxenylla (1 soort)
- Pumilinura (7 soorten)
- Rambutanura (4 soorten)
- Riozura (1 soort)
- Sensillanura (7 soorten)
- Siamanura (15 soorten)
- Singalimeria (1 soort)
- Speleonura (1 soort)
- Sphaeronura (2 soorten)
- Stenomeria (1 soort)
- Sulobella (1 soort)
- Synameria (3 soorten)
- Tamulmeria (2 soorten)
- Telobella (2 soorten)
- Tetraloba (1 soort)
- Thaianura (1 soort)
- Thaumanura (5 soorten)
- Travura (3 soorten)
- Vietnura (1 soort)
- Vitronura (19 soorten)
- Womersleya (3 soorten)
- Yosialina (3 soorten)
- Yuukianura (4 soorten)
- Zelandanura (1 soort)